# Ransäter
Ransäter är kyrkbyn i Ransäters socken och en småort i Munkfors kommun i Värmland, på gränsen till Forshaga kommun, där del av småortens bebyggelse ligger.
Klarälven delar Ransäter i en östlig och västlig del. En vägbro uppfördes över älven 1940.

## Befolkningsutveckling
| Befolkningsutvecklingen i Ransäter 1990–2015 | Befolkningsutvecklingen i Ransäter 1990–2015 | Befolkningsutvecklingen i Ransäter 1990–2015 | Befolkningsutvecklingen i Ransäter 1990–2015 | Befolkningsutvecklingen i Ransäter 1990–2015 |
| -------------------------------------------- | -------------------------------------------- | -------------------------------------------- | -------------------------------------------- | -------------------------------------------- |
|                                              |                                              |                                              |                                              |                                              |
| År                                           |                                              |                                              | Folkmängd                                    | Areal (ha)                                   |
| 1990                                         | 1990                                         |                                              | 151                                          | 21#                                          |
| 1995                                         | 1995                                         |                                              | 146                                          | 22#                                          |
| 2000                                         | 2000                                         |                                              | 131                                          | 22#                                          |
| 2005                                         | 2005                                         |                                              | 137                                          | 22#                                          |
| 2010                                         | 2010                                         |                                              | 114                                          | 22#                                          |
| 2015                                         | 2015                                         |                                              | 121                                          | 35#                                          |
| Anm.: # Som småort.                          |                                              |                                              |                                              |                                              |

## Bebyggelse
Ransäters kyrka tillhör Forshaga-Munkfors församling. Kyrkan liksom ortens bruksindustri anlades av Johan Börjesson Carlberg under 1600-talet.
I Ransäter ligger byggnader till åminnelse av kända personer och kulturpersonligheter. I Ransäters bruksgård (Geijersgården) från 1600-talet, föddes Erik Gustaf Geijer 1783. Geijer har fått ge namn åt folkhögskolan Geijerskolan som ligger i Ransäter.
Tage Erlander, Sveriges statsminister 1946–1969, föddes i Ransäter 1901, och då han avled 1985 begravdes han också där. Den 13 juni 1987 invigdes museet Erlandergården. Till museet hör den folkskola som Erlander gick i och där hans far var lärare. Familjen Erlander bodde i en lägenhet på skolbyggnadens andra våning.

## Evenemang
Vid Ransäters hembygdsgård arrangeras under sommarmånaderna bland annat spelmansstämman Ransäterstämman (juni), F.A. Dahlgrens folklustspel Värmlänningarna (sedan 1953) och den stora dragspelsstämman Bälgspel vid landsvägskanten (andra veckan efter midsommar).